# Miasto Wewnętrzne

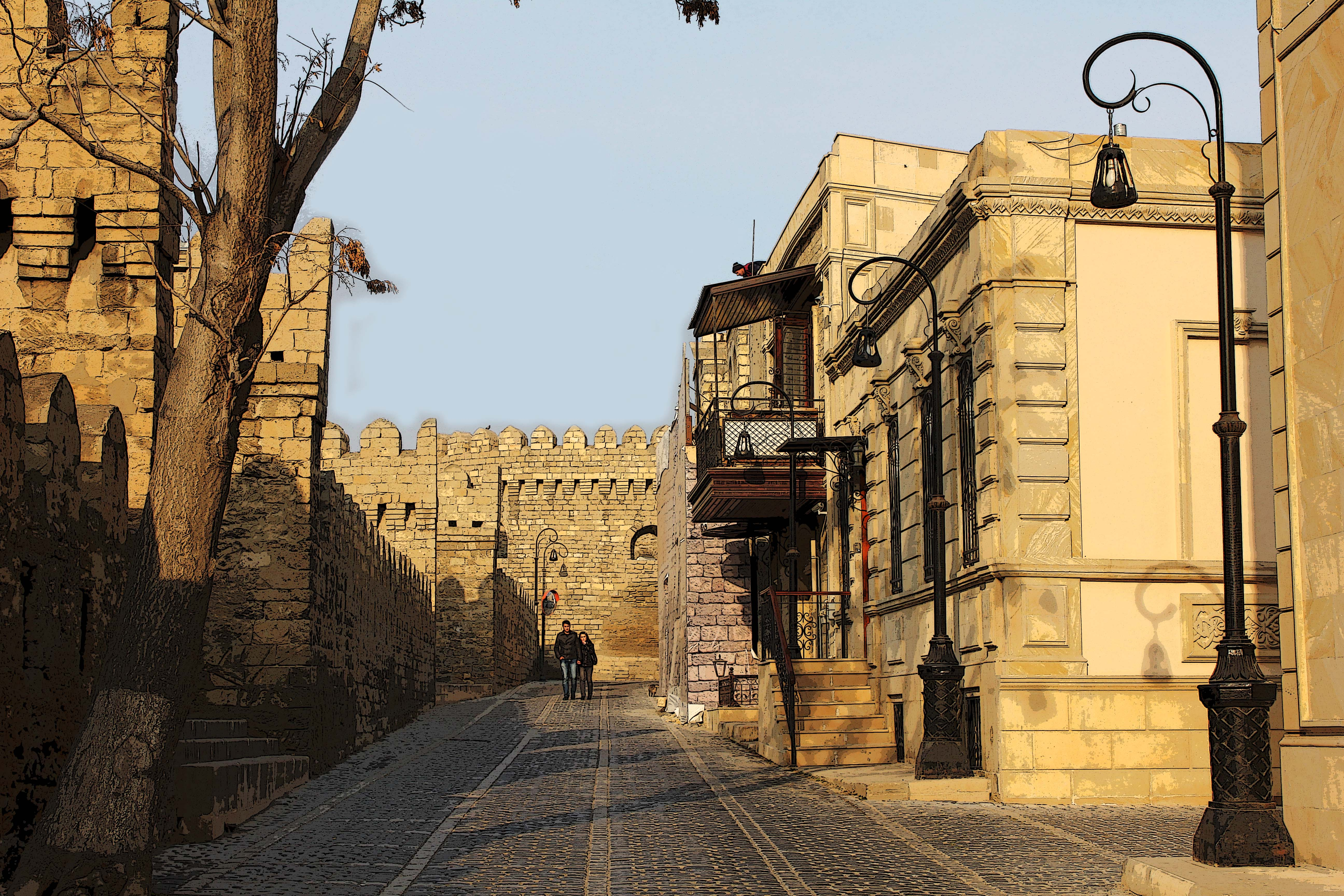
Jedna z ulic Miasta Wewnętrznego w Baku

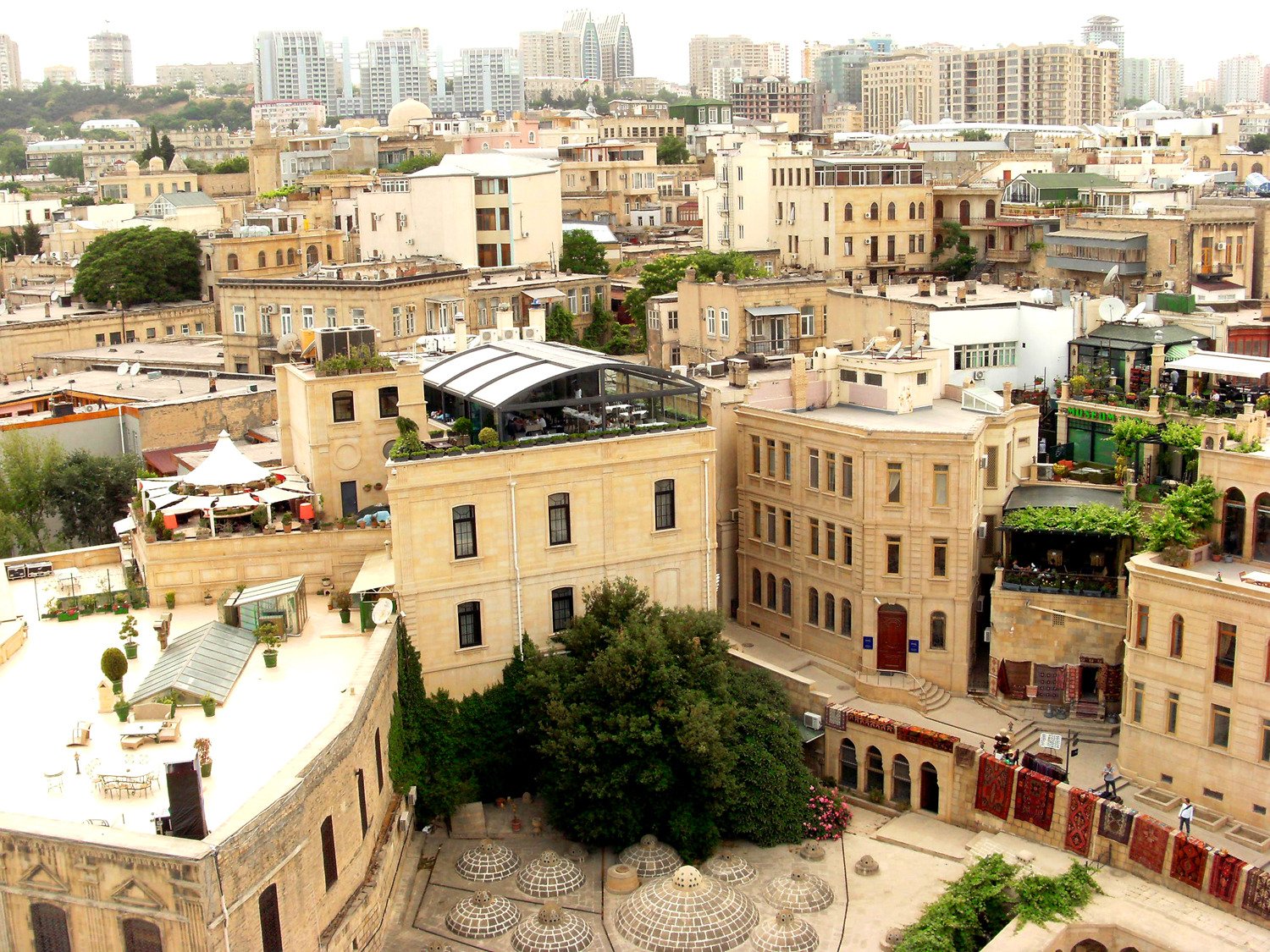
Widok na Baku z baszty Dziewiczej

Miasto Wewnętrzne (azer. İçərişəhər) – historyczne centrum Baku, stolicy Azerbejdżanu, w 2000 wpisane na listę światowego dziedzictwa UNESCO, wraz z kompleksem pałacowym szachów Szyrwanu i basztą Dziewiczą.

## Historia
Stare Miasto powstało w miejscu zamieszkiwanym już w paleolicie. XII-wieczne mury miasta zachowały ślady wielu kultur – zaratusztriańskiej, Sasanidów, arabskiej, perskiej, szyrwańskiej, tureckiej, rosyjskiej. Z XII wieku pochodzi również baszta Dziewicza, prawdopodobnie jednak wzniesiona na fundamentach budowli pochodzących z okresu VII-VI wieku przed naszą erą. Pałac szachów Szyrwanu datowany jest na wiek XV.